# Traité de New York (1790)
Pour les articles homonymes, voir Traité de New York.

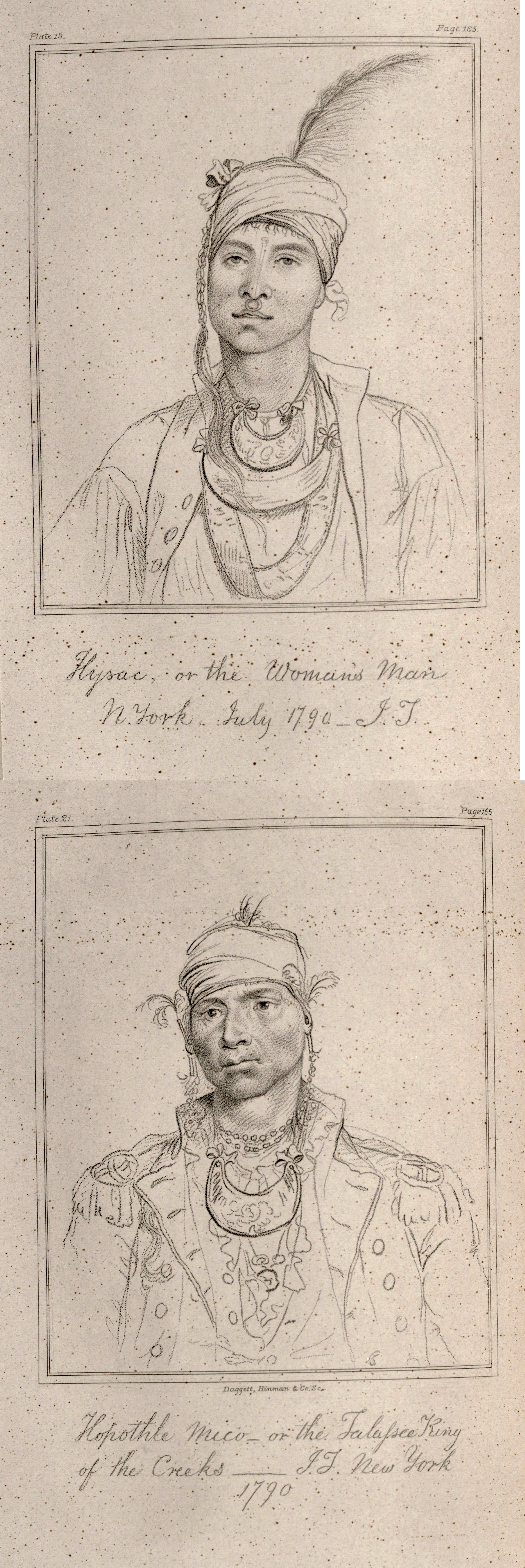
Dessins de creeks

Le traité de New York de 1790 est un traité signé le 7 août 1790 entre les États-Unis et des représentants des peuples Creeks et Séminoles.

## Historique
En 1789, le gouvernement américain invite les Creeks à négocier, à Rock Landing en Géorgie. Leur représentant, Alexander McGillivray, rompt abruptement la négociation et envoie ensuite une lettre aux commissaires des États-Unis décrivant ses griefs. George Washington réagit en mandant un émissaire spécial, le colonel Marinus Willett pour convaincre McGillvray de venir à New York, alors capitale des États-Unis, pour conclure un traité qui serait négocié directement entre Washington, Henry Knox et les représentants de son peuple.
Le 7 août 1790, vingt-six chefs creeks, conduits par McGillivray, se rendent à New York et signent un traité, au nom des Creeks des villes hautes, centrales et basses, ainsi que des Séminoles composant la Nation Creek. Par ce traité, les Creeks cèdent aux États-unis une part importante de leurs territoires de chasse et acceptent de remettre aux autorités américaines les esclaves en fuite. De leur côté, les États-Unis reconnaissent aux Creeks le droit de punir ceux qui violeraient les frontières de leur territoire. Dans une close secrète de l'accord, McGillivray obtient une commission de brigadier-général de l'US Army et se voit accorder le droit d'importer des marchandises via le port espagnol de Pensacola sans s'acquitter des droits de douane américains.